# Commonwealth Games 2006/Schwimmen
Bei den Commonwealth Games 2006 in der australischen Metropole Melbourne wurden im Schwimmen 42 Wettbewerbe, je 21 für Männer und für Frauen, ausgetragen.
Austragungsort war das Melbourne Sports and Aquatic Centre.

## Männer

### 50m Freistil
| Platz | Land | Sportler             | Zeit         |
| ----- | ---- | -------------------- | ------------ |
| 1     | RSA  | Roland Mark Schoeman | 22,03 s (GR) |
| 2     | CAN  | Brent Hayden         | 22,19 s      |
| 3     | AUS  | Brett Hawke          | 22,31 s      |

Datum:
21. März 2006, 19:02 Uhr

### 100m Freistil
| Platz | Land | Sportler             | Zeit         |
| ----- | ---- | -------------------- | ------------ |
| 1     | ENG  | Simon Burnett        | 48,57 s (GR) |
| 2     | RSA  | Ryk Neethling        | 49,20 s      |
| 3     | RSA  | Roland Mark Schoeman | 49,24 s      |

Datum:
19. März 2006, 19:28 Uhr

### 200m Freistil
| Platz | Land | Sportler       | Zeit        |
| ----- | ---- | -------------- | ----------- |
| 1     | ENG  | Ross Davenport | 1:47,29 min |
| 2     | ENG  | Simon Burnett  | 1:47,38 min |
| 3     | CAN  | Brent Hayden   | 1:47,41 min |

Datum:
20. März 2006, 20:16 Uhr

### 400m Freistil
| Platz | Land | Sportler     | Zeit        |
| ----- | ---- | ------------ | ----------- |
| 1     | SCO  | David Carry  | 3:48,17 min |
| 2     | CAN  | Andrew Hurd  | 3:49,08 min |
| 3     | WAL  | David Davies | 3:49,44 min |

Datum:
16. März 2006, 19:29 Uhr

### 1500m Freistil
| Platz | Land | Sportler         | Zeit         |
| ----- | ---- | ---------------- | ------------ |
| 1     | WAL  | David Davies     | 14:57,63 min |
| 2     | CAN  | Andrew Hurd      | 15:09,44 min |
| 3     | RSA  | Troyden Prinsloo | 15:11,88 min |

Datum:
21. März 2006, 19:56 Uhr

### 50m Rücken
| Platz | Land | Sportler          | Zeit    |
| ----- | ---- | ----------------- | ------- |
| 1     | ENG  | Matthew Clay      | 25,04 s |
| 2     | ENG  | Liam Tancock      | 25,10 s |
| 3     | RSA  | Johannes Zandberg | 25,16 s |

Datum:
17. März 2006, 19:07 Uhr

### 100m Rücken
| Platz | Land | Sportler      | Zeit         |
| ----- | ---- | ------------- | ------------ |
| 1     | ENG  | Liam Tancock  | 54,53 s (GR) |
| 2     | AUS  | Matthew Welsh | 54,82 s      |
| 3     | SCO  | Gregor Tait   | 54,89 s      |

Datum:
20. März 2006, 20:11 Uhr

### 200m Rücken
| Platz | Land | Sportler         | Zeit             |
| ----- | ---- | ---------------- | ---------------- |
| 1     | SCO  | Gregor Tait      | 1:58,64 min (GR) |
| 2     | RSA  | Johannes Du Rand | 2:00,32 min      |
| 3     | NZL  | Cameron Gibson   | 2:00,72 min      |

Datum:
18. März 2006, 19:02 Uhr

### 50m Brust
| Platz | Land | Sportler         | Zeit    |
| ----- | ---- | ---------------- | ------- |
| 1     | ENG  | Christopher Cook | 28,01 s |
| 2     | ENG  | Darren Mew       | 28,07 s |
| 3     | AUS  | Brenton Rickard  | 28,14 s |

Datum:
20. März 2006, 19:21 Uhr

### 100m Brust
| Platz | Land | Sportler         | Zeit        |
| ----- | ---- | ---------------- | ----------- |
| 1     | ENG  | Christopher Cook | 1:00,98 min |
| 2     | ENG  | James Gibson     | 1:01,10 min |
| 3     | AUS  | Brenton Rickard  | 1:01,17 min |

Datum:
18. März 2006, 20:35 Uhr

### 200m Brust
| Platz | Land | Sportler        | Zeit             |
| ----- | ---- | --------------- | ---------------- |
| 1     | CAN  | Mike Brown      | 2:12,23 min (GR) |
| 2     | AUS  | Brenton Rickard | 2:12,24 min      |
| 3     | AUS  | Jim Piper       | 2:12,26 min      |

Datum:
21. März 2006, 19:23 Uhr

### 50m Schmetterling
| Platz | Land | Sportler             | Zeit    |
| ----- | ---- | -------------------- | ------- |
| 1     | RSA  | Roland Mark Schoeman | 23,34 s |
| 2     | AUS  | Matthew Welsh        | 23,63 s |
| 3     | AUS  | Michael Klim         | 23,74 s |

Datum:
18. März 2006, 20:08 Uhr

### 100m Schmetterling
| Platz | Land | Sportler       | Zeit    |
| ----- | ---- | -------------- | ------- |
| 1     | PNG  | Ryan Pini      | 52,64 s |
| 2     | AUS  | Michael Klim   | 52,70 s |
| 3     | NZL  | Moss Burmester | 52,73 s |

Datum:
20. März 2006, 19:02 Uhr

### 200m Schmetterling
| Platz | Land | Sportler         | Zeit             |
| ----- | ---- | ---------------- | ---------------- |
| 1     | NZL  | Moss Burmester   | 1:56,64 min (GR) |
| 2     | AUS  | Travis Nederpelt | 1:57,26 min      |
| 3     | AUS  | Joshua Krogh     | 1:59,18 min      |

Datum:
16. März 2006, 19:53 Uhr

### 200m Lagen
| Platz | Land | Sportler    | Zeit        |
| ----- | ---- | ----------- | ----------- |
| 1     | SCO  | Gregor Tait | 2:00,73 min |
| 2     | NZL  | Dean Kent   | 2:01,08 min |
| 3     | CAN  | Brian Johns | 2:01,56 min |

Datum:
20. März 2006, 21:11 Uhr

### 400m Lagen
| Platz | Land | Sportler         | Zeit             |
| ----- | ---- | ---------------- | ---------------- |
| 1     | SCO  | David Carry      | 4:15,98 min (GR) |
| 2     | SCO  | Euan Dale        | 4:17,15 min      |
| 3     | AUS  | Travis Nederpelt | 4:17,24 min      |

Datum:
19. März 2006, 20:16 Uhr

### 4 × 100m Freistil
| Platz | Land | Sportler                                                         | Zeit             |
| ----- | ---- | ---------------------------------------------------------------- | ---------------- |
| 1     | RSA  | Roland Mark Schoeman Lyndon Ferns Gerhard Zandberg Ryk Neethling | 3:14,97 min (GR) |
| 2     | AUS  | Ashley Callus Eamon Sullivan Brett Hawke Michael Klim            | 3:15,54 min      |
| 3     | CAN  | Brent Hayden Yannick Lupen Matthew Rose Colin Russell            | 3:15,74 min      |

Datum:
16. März 2006, 20:24 Uhr

### 4 × 200m Freistil
| Platz | Land | Sportler                                                     | Zeit        |
| ----- | ---- | ------------------------------------------------------------ | ----------- |
| 1     | ENG  | Simon Burnett Ross Davenport Dean Milwain Alexander Scotcher | 7:14,14 min |
| 2     | SCO  | David Carry Euan Dale Andrew Hunter Robert Renwick           | 7:14,40 min |
| 3     | AUS  | Nick Ffrost Joshua Krogh Andrew Mewing Kenrick Monk          | 7:14,99 min |

Datum:
18. März 2006, 21:11 Uhr

### 4 × 100m Lagen
| Platz | Land | Sportler                                                   | Zeit        |
| ----- | ---- | ---------------------------------------------------------- | ----------- |
| 1     | AUS  | Brenton Rickard Eamon Sullivan Matthew Welsh Michael Klim  | 3:34,37 min |
| 2     | ENG  | Christopher Cook Ross Davenport Liam Tancock Matthew Bowe  | 3:36,40 min |
| 3     | SCO  | Todd Cooper Kristopher Gilchrist Craig Houston Gregor Tait | 3:39,75 min |

Datum:
21. März 2006, 20:43 Uhr

## Frauen

### 50m Freistil
| Platz | Land | Sportlerin     | Zeit         |
| ----- | ---- | -------------- | ------------ |
| 1     | AUS  | Lisbeth Lenton | 24,61 s (GR) |
| 2     | AUS  | Jodie Henry    | 24,72 s      |
| 3     | RSA  | Alice Mills    | 25,03 s      |

Datum:
19. März 2006, 19:56 Uhr

### 100m Freistil
| Platz | Land | Sportlerin     | Zeit         |
| ----- | ---- | -------------- | ------------ |
| 1     | AUS  | Lisbeth Lenton | 53,34 s (GR) |
| 2     | AUS  | Jodie Henry    | 53,78 s      |
| 3     | RSA  | Alice Mills    | 54,31 s      |

Datum:
18. März 2006, 19:09 Uhr

### 200m Freistil
| Platz | Land | Sportlerin         | Zeit             |
| ----- | ---- | ------------------ | ---------------- |
| 1     | SCO  | Caitlin McClatchey | 1:57,25 min (GR) |
| 2     | AUS  | Lisbeth Lenton     | 1:57,51 min      |
| 3     | ENG  | Melanie Marshall   | 1:58,11 min      |

Datum:
16. März 2006, 19:02 Uhr

### 400m Freistil
| Platz | Land | Sportlerin         | Zeit        |
| ----- | ---- | ------------------ | ----------- |
| 1     | SCO  | Caitlin McClatchey | 4:07,69 min |
| 2     | ENG  | Joanne Jackson     | 4:08,36 min |
| 3     | AUS  | Bronte Barratt     | 4:08,65 min |

Datum:
20. März 2006, 20:25 Uhr

### 800m Freistil
| Platz | Land | Sportlerin      | Zeit        |
| ----- | ---- | --------------- | ----------- |
| 1     | ENG  | Rebecca Cooke   | 8:29,50 min |
| 2     | AUS  | Melissa Gorman  | 8:30,79 min |
| 3     | CAN  | Brittany Reimer | 8:38,05 min |

Datum:
19. März 2006, 20:35 Uhr

### 50m Rücken
| Platz | Land | Sportlerin      | Zeit         |
| ----- | ---- | --------------- | ------------ |
| 1     | AUS  | Sophie Edington | 28,42 s (GR) |
| 2     | AUS  | Giaan Rooney    | 28,43 s      |
| 3     | AUS  | Tayliah Zimmer  | 28,71 s      |

Datum:
20. März 2006, 20:57 Uhr

### 100m Rücken
| Platz | Land | Sportlerin       | Zeit             |
| ----- | ---- | ---------------- | ---------------- |
| 1     | AUS  | Sophie Edington  | 1:00,93 min (GR) |
| 2     | AUS  | Giaan Rooney     | 1:01,42 min      |
| 3     | ENG  | Melanie Marshall | 1:01,55 min      |

Datum:
18. März 2006, 20:21 Uhr

### 200m Rücken
| Platz | Land | Sportlerin       | Zeit             |
| ----- | ---- | ---------------- | ---------------- |
| 1     | AUS  | Joanna Fargus    | 2:10,36 min (GR) |
| 2     | ENG  | Melanie Marshall | 2:10,87 min      |
| 3     | NZL  | Hannah McLean    | 2:12,47 min      |

Datum:
20. März 2006, 19:35 Uhr

### 50m Brust
| Platz | Land | Sportlerin     | Zeit    |
| ----- | ---- | -------------- | ------- |
| 1     | AUS  | Leisel Jones   | 30,55 s |
| 2     | AUS  | Jade Edmistone | 30,84 s |
| 3     | AUS  | Tarnee White   | 31,26 s |

Datum:
17. März 2006, 19:21 Uhr

### 100m Brust
| Platz | Land | Sportlerin     | Zeit             |
| ----- | ---- | -------------- | ---------------- |
| 1     | AUS  | Leisel Jones   | 1:05,09 min (WR) |
| 2     | AUS  | Jade Edmistone | 1:07,24 min      |
| 3     | SCO  | Kirsty Balfour | 1:07,83 min      |

Datum:
20. März 2006, 20:04 Uhr

### 200m Brust
| Platz | Land | Sportlerin        | Zeit             |
| ----- | ---- | ----------------- | ---------------- |
| 1     | AUS  | Leisel Jones      | 2:20,72 min (GR) |
| 2     | SCO  | Kirsty Balfour    | 2:24,04 min      |
| 3     | RSA  | Suzaan van Biljon | 2:25,39 min      |

Datum:
18. März 2006, 19:52 Uhr

### 50m Schmetterling
| Platz | Land | Sportlerin        | Zeit         |
| ----- | ---- | ----------------- | ------------ |
| 1     | AUS  | Danni Miatke      | 26,43 s (GR) |
| 2     | AUS  | Jessicah Schipper | 26,65 s      |
| 3     | AUS  | Alice Mills       | 26,74 s      |
|       | RSA  | Lize-Mari Retief  | 26,74 s      |

Datum:
17. März 2006, 19:02 Uhr

### 100m Schmetterling
| Platz | Land | Sportlerin        | Zeit         |
| ----- | ---- | ----------------- | ------------ |
| 1     | AUS  | Jessicah Schipper | 57,78 s (GR) |
| 2     | AUS  | Lisbeth Lenton    | 57,80 s      |
| 3     | CAN  | Audrey Lacroix    | 58,89 s      |

Datum:
19. März 2006, 19:02 Uhr

### 200m Schmetterling
| Platz | Land | Sportlerin        | Zeit             |
| ----- | ---- | ----------------- | ---------------- |
| 1     | AUS  | Jessicah Schipper | 2:06,09 min (GR) |
| 2     | AUS  | Felicity Galvez   | 2:08,16 min      |
| 3     | ENG  | Terri Dunning     | 2:09,87 min      |

Datum:
21. März 2006, 19:07 Uhr

### 200m Lagen
| Platz | Land | Sportlerin     | Zeit             |
| ----- | ---- | -------------- | ---------------- |
| 1     | AUS  | Stephanie Rice | 2:12,90 min (GR) |
| 2     | AUS  | Brooke Hanson  | 2:13,62 min      |
| 3     | AUS  | Lara Carroll   | 2:13,86 min      |

Datum:
16. März 2006, 19:38 Uhr

### 400m Lagen
| Platz | Land | Sportlerin      | Zeit             |
| ----- | ---- | --------------- | ---------------- |
| 1     | AUS  | Stephanie Rice  | 4:41,91 min (GR) |
| 2     | ENG  | Rebecca Cooke   | 4:44,60 min      |
| 3     | AUS  | Jennifer Reilly | 4:47,13 min      |

Datum:
21. März 2006, 19:38 Uhr

### 4 × 100m Freistil
| Platz | Land | Sportlerinnen                                                  | Zeit        |
| ----- | ---- | -------------------------------------------------------------- | ----------- |
| 1     | AUS  | Lisbeth Lenton Jodie Henry Alice Mills Shayne Reese            | 3:36,49 min |
| 2     | ENG  | Melanie Marshall Rosalind Brett Amy Smith Francesca Halsall    | 3:42,69 min |
| 3     | CAN  | Erica Morningstar Victoria Poon Geneviève Saumur Sophie Simard | 3:42,84 min |

Datum:
20. März 2006, 21:26 Uhr

### 4 × 200m Freistil
| Platz | Land | Sportlerinnen                                                 | Zeit        |
| ----- | ---- | ------------------------------------------------------------- | ----------- |
| 1     | AUS  | Bronte Barratt Kelly Stubbins Lisbeth Lenton Linda MacKenzie  | 7:56,68 min |
| 2     | ENG  | Julia Beckett Joanne Jackson Melanie Marshall Kate Richardson | 8:01,23 min |
| 3     | NZL  | Lauren Boyle Alison Rachel Fitch Melissa Ingram Helen Norfolk | 8:02,20 min |

Datum:
18. März 2006, 20:49 Uhr

### 4 × 100m Lagen
| Platz | Land | Sportlerinnen                                                        | Zeit             |
| ----- | ---- | -------------------------------------------------------------------- | ---------------- |
| 1     | AUS  | Sophie Edington Leisel Jones Jessicah Schipper Lisbeth Lenton        | 3:56,30 min (WR) |
| 2     | ENG  | Terri Dunning Kate Haywood Melanie Marshall Francesca Halsall        | 4:04,61 min      |
| 3     | CAN  | Audrey Lacroix Kelly Stefanyshyn Lauren Van Oosten Erica Morningstar | 4:05,95 min      |

Datum:
21. März 2006, 20:25 Uhr

## Behindertensportler

### 50m Freistil Männer
| Platz | Land | Sportler        | Zeit         |
| ----- | ---- | --------------- | ------------ |
| 1     | AUS  | Matthew Cowdrey | 26,06 s (WR) |
| 2     | CAN  | Benoît Huot     | 24,84 s      |
| 3     | ENG  | Matthew Walker  | 28,94 s      |

Datum:
18. März 2006, 19:46 Uhr

### 100m Freistil Männer
| Platz | Land | Sportler        | Zeit         |
| ----- | ---- | --------------- | ------------ |
| 1     | AUS  | Matthew Cowdrey | 56,73 s (WR) |
| 2     | CAN  | Benoît Huot     | 53,22 s (WR) |
| 3     | WAL  | David Roberts   | 1:01,85 min  |

Datum:
20. März 2006, 20:42 Uhr

### 50m Freistil Frauen
| Platz | Land | Sportlerin         | Zeit         |
| ----- | ---- | ------------------ | ------------ |
| 1     | RSA  | Natalie du Toit    | 29,27 s (WR) |
| 2     | CAN  | Anne Polinario     | 28,63 s      |
| 3     | AUS  | Annabelle Williams | 30,25 s      |

Datum:
17. März 2006, 19:50 Uhr

### 100m Freistil Frauen
| Platz | Land | Sportlerin           | Zeit        |
| ----- | ---- | -------------------- | ----------- |
| 1     | RSA  | Natalie du Toit      | 1:01,81 min |
| 2     | CAN  | Valérie Grand’Maison | 1:01,02 min |
| 3     | CAN  | Anne Polinario       | 1:03,10 min |

Datum:
19. März 2006, 20:09 Uhr

## Medaillenspiegel
| Platz | Land            | Gold | Silber | Bronze | Gesamt |
| ----- | --------------- | ---- | ------ | ------ | ------ |
| 1     | Australien      | 19   | 18     | 17     | 54     |
| 2     | England         | 8    | 11     | 4      | 23     |
| 3     | Schottland      | 6    | 3      | 3      | 15     |
| 4     | Südafrika       | 5    | 2      | 5      | 12     |
| 5     | Kanada          | 1    | 7      | 8      | 16     |
| 6     | Neuseeland      | 1    | 1      | 4      | 6      |
| 7     | Wales           | 1    | –      | 2      | 3      |
| 8     | Papua-Neuguinea | 1    | –      | –      | 1      |